# 5G Automotive Association
 (décembre 2020).
Si vous disposez d'ouvrages ou d'articles de référence ou si vous connaissez des sites web de qualité traitant du thème abordé ici, merci de compléter l'article en donnant les références utiles à sa vérifiabilité et en les liant à la section « Notes et références ».
La 5G Automotive Association  (5GAA) est une organisation mondiale et intersectorielle de sociétés des secteurs de l'automobile et des communications. Elle développe des fonctions/solutions de bout en bout pour les futurs services de transport et de mobilité, afin éviter d'emblée les incompatibilités.

## Historique
L’organisation est fondée en septembre 2016. AUDI AG, BMW Group et Daimler AG s'y impliquent en tant que constructeurs automobiles, Ericsson, Huawei, Intel et Nokia en tant que fournisseurs des infrastructures des entreprises de télécommunications et Qualcomm en tant que fabricant de micrologiciels.
En 2017, l’organisation s'engage à collaborer avec l'European Automotive Telecom Alliance (EATA).